# Став (Каліський повіт)
Став (пол. Staw) — село в Польщі, у гміні Щитники Каліського повіту Великопольського воєводства.
Населення — 570 осіб (2011).

## Демографія
Демографічна структура станом на 31 березня 2011 року:
|          | Загалом | Допрацездатний вік | Працездатний вік | Постпрацездатний вік |
| -------- | ------- | ------------------ | ---------------- | -------------------- |
| Чоловіки | 283     | 55                 | 195              | 33                   |
| Жінки    | 287     | 48                 | 171              | 68                   |
| Разом    | 570     | 103                | 366              | 101                  |